# دافيد توربيل
دافيد توربيل (بالفرنسية: David Turpel)‏ (19 أكتوبر 1992 في لوكسمبورغ - ) هو لاعب كرة قدم لوكسمبورغي في مركز الهجوم. شارك مع منتخب لوكسمبورغ تحت 21 سنة لكرة القدم ومنتخب لوكسمبورغ لكرة القدم. أما مع النوادي، فقد لعب مع إف91 دوديلانج وFC Etzella Ettelbruck ‏.

## وصلات خارجية
- دافيد توربيل على موقع الاتحاد الدولي (مؤرشف)  (الإنجليزية)
- دافيد توربيل على موقع الاتحاد الأوربي (الإنجليزية)
- دافيد توربيل على موقع قاعدة بيانات كرة القدم.إي يو (الإنجليزية)
- دافيد توربيل على موقع ناشيونال فوتبول تيمز (الإنجليزية)
- دافيد توربيل على موقع Soccerway.com (الإنجليزية)
- دافيد توربيل على موقع AS.com (الإسبانية)